# Eteone pigmentata
Eteone pigmentata är en ringmaskart som beskrevs av Blake 1992. Eteone pigmentata ingår i släktet Eteone och familjen Phyllodocidae. Inga underarter finns listade i Catalogue of Life.